# 如麟
如麟（1859年—?），字瑞绂，号仁九，博尔济吉特氏，内务府蒙古正黃旗人，清朝政治人物、同進士出身。
光緒十四年，顺天乡试中举，二十四年（1898年），参加光緒戊戌科殿試，登進士三甲176名。同年五月，著交吏部掣签分发各省，以知县即用。